# Fantasy (album av Carole King)
Fantasy är ett musikalbum av Carole King, lanserat 1973 på Ode Records, distribuerat av A&M Records. Tre av albumets låtar nådde placering på amerikanska singellistan, "Believe in Humanity", "Corazón" och "You Light Up My Life". "Believe in Humanity" blev skivans största hit med en tjugoåttonde plats på Billboard Hot 100. Albumet nådde plats sex på Billboard 200-listan.

## Låtlista
(alla låtar komponerade av Carole King)
1. "Fantasy Beginning" – 1:03
2. "You've Been Around Too Long" – 3:42
3. "Being at War With Each Other" – 3:27
4. "Directions" – 3:29
5. "That's How Things Go Down" – 3:01
6. "Weekdays" – 2:45
7. "Haywood" – 4:47
8. "A Quiet Place to Live" – 1:56
9. "Welfare Symphony" – 3:47
10. "You Light Up My Life" – 3:14
11. "Corazón" – 4:06
12. "Believe in Humanity" – 3:19
13. "Fantasy End" – 1:25

## Listplaceringar
- Billboard 200, USA: #6[1]
- RPM, Kanada: #7[2]